# مبنى البرلمان الأوكراني
مبنى البرلمان الأوكراني (بالأوكرانية: Будинок Веровної Ради) يقع في وسط كييف، في منطقة بيشيرسكي. يقع المبنى في ساحة الدستور. وبعتبر المكان الذي يجتمع فيه فيرخودنا رادا (البرلمان الأوكراني) لجميع جلساته العادية والاحتفالية. شُيد المبنى بين عامي 1936-1938 بناء على تصميم فولوديمير زابولوتني على الطراز المعماري الأوكراني الكلاسيكي الجديد. حصل زابولوتني على جائزة الدولة لهذا المشروع في 1940 وعُين كبير المهندسين للمدينة.
يقع المبنى على الجانب الشرقي من شارع هروشيفسكي، مقابل مبنى مجلس وزراء أوكرانيا، ويحيط به قصر ماريانسكي [الإنجليزية]، ومنتزه مارينسكي [الإنجليزية]، وساحة حديقة للمشاة. والتي يمكن منها رؤية المبنى والقصر بجانب بعضهما البعض، إلى جانب مناظر من مرتفعات كييف إلى الأحياء الواقعة على الضفة اليسرى عبر نهر دنيبر.

## تاريخه
بدأت العديد من المشاريع الجديدة لإعادة إعمار العاصمة الجديدة في بداية 1934، بعد نقل عاصمة جمهورية أوكرانيا الاشتراكية السوفيتية من خاركيف إلى كييف. حيث خُطط لإنشاء العديد من المباني الإدارية البارزة لإيواء المؤسسات الحكومية لجمهورية أوكرانيا الاشتراكية السوفيتية في وسط مدينة كييف، بما في ذلك مبنى الحكومة ومبنى وزارة الخارجية. وقد وقع الاختيار على قلب المدينة لهذا الغرض وهي منطقة بيشيرسكي التي تقع على الضفة اليمنى لنهر دنيبر.
أُعلن عن مسابقة لأفضل تصميم لمبنى البرلمان الأوكراني في فبراير 1936. ودعي العديد من المتخصصين البارزين، بما في ذلك فولوديمير زابولوتني، وفاليريان ريكوف، وياكيف شتاينبرغ. اختارت هيئة المحلفين تصميم زابولوتني. بدأ البناء في 1936 واستمر حتى 1939 مع إجراء المعاينة النهائية في بداية الصيف، حيث حصل المبنى على درجة ممتاز. انعقدت الجلسة الأولى للبرلمان الأوكراني في 5 شارع هروشيفسكي في 25 يوليو 1939.

## السمات الرئيسية
صُمم المبنى بشكل حُصر في مستطيل متناسق بارتفاع ثلاثة طوابق. وتُوج بقبة مصنوعة من المعدن والزجاج، مما يوفر للمبنى الإضاءة الطبيعية. تعد القبة الزجاجية التي يبلغ وزنها مائة طن فوق قاعة الجلسة الرئيسية من أكثر معالم المبنى البارزة. رُفع علم جمهورية أوكرانيا الاشتراكية السوفيتية باللونين الأحمر والأزرق فوق القبة لأكثر من 50 عاماً، حتى حل محله العلم الوطني لأوكرانيا باللونين الأصفر والأزرق، بعد حصول أوكرانيا على الاستقلال في 1991.
توفر إضاءة القبة متعددة الألوان ليلاً إطلالة مميزة، وهي إحدى مناطق الجذب السياحي في كييف. يبلغ قطر القبة 16 م. وتوجد في الوسط ثريا كريستالية تشبه في شكلها زهرة عباد الشمس، وهي زخرفة تظهر كثيراً في الفنون الشعبية الأوكرانية. وبناء على هذا التصميم صُمم السقف المضيء للقاعة بالزجاج الملون. فيما زُين الجزء الداخلي للمبنى بسخاء بألواح خشبية معقدة ورخام ملون وأعمال فنية برونزية وتماثيل. يضيف السطح المسطح للمبنى الحديث الانسجام إلى هيئته. زُينت واجهة المبنى بالزخارف والتماثيل التي تصور رمزية جمهورية أوكرانيا الاشتراكية السوفيتية، مع شعار النبالة لجمهورية أوكرانيا الاشتراكية السوفيتية في الوسط.

## معرض الصور

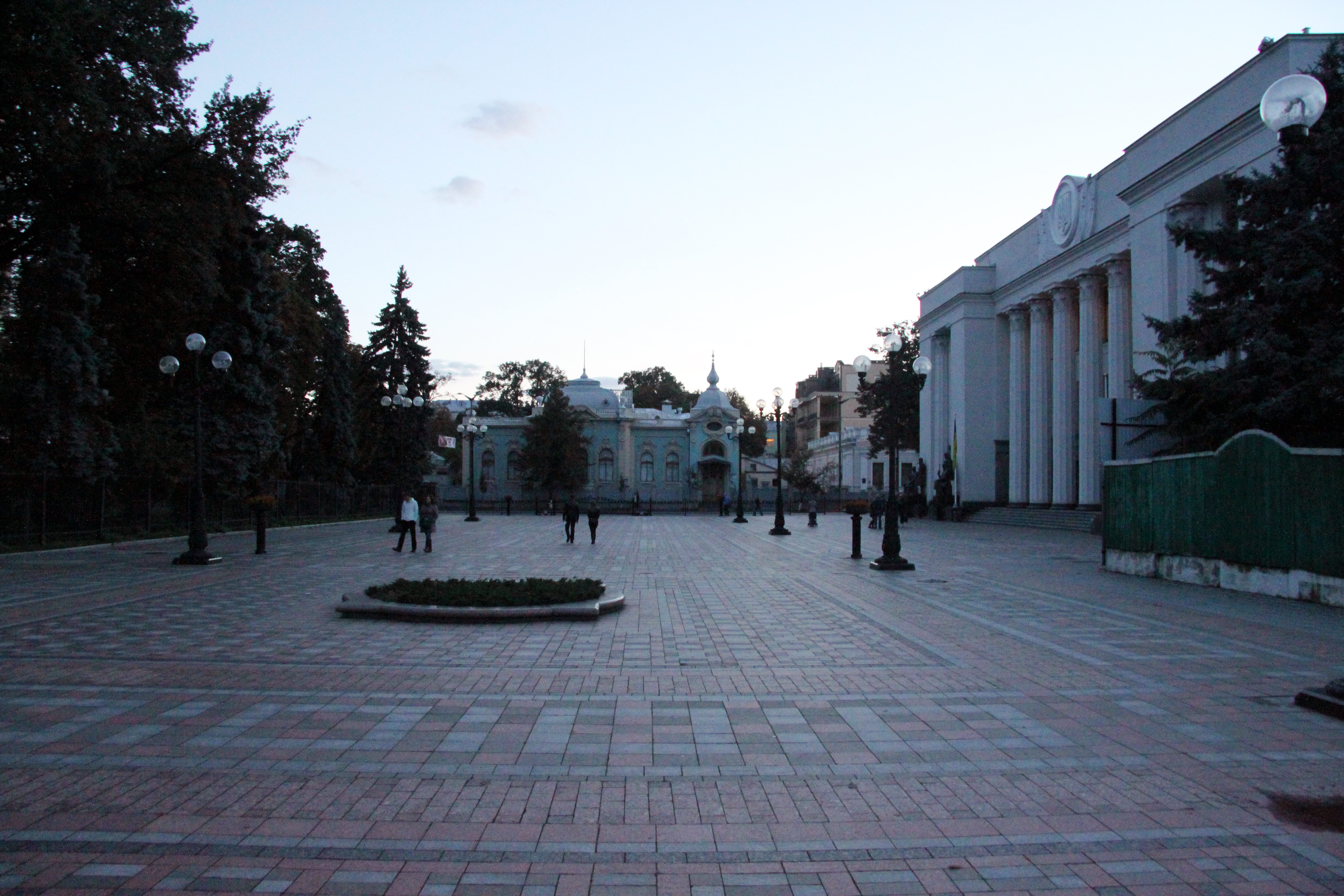
البرلمان الأوكراني (يميناً) ومنزل بولياكوفا (في المنتصف)، 2013
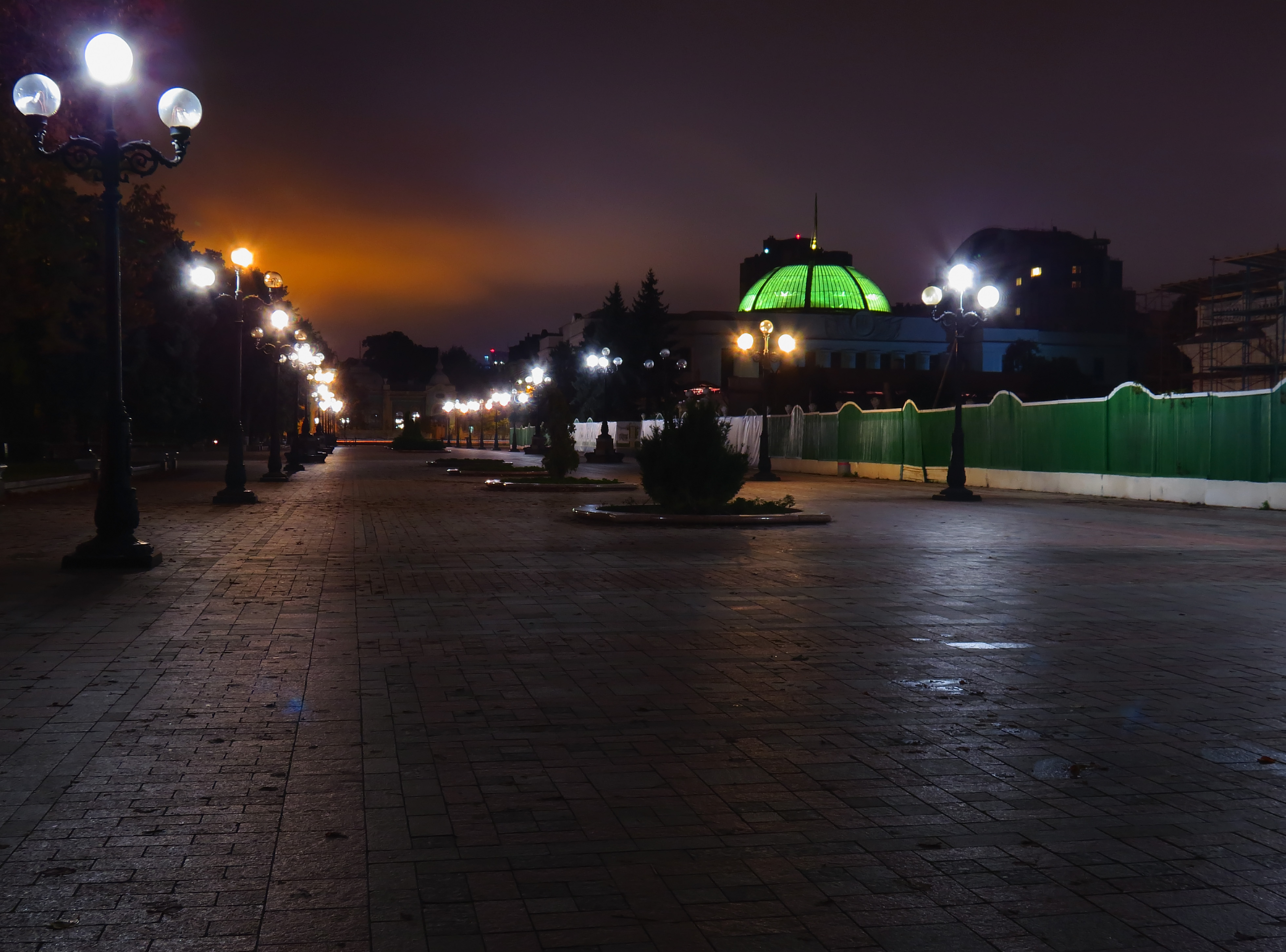
مبنى البرلمان الأوكراني ليلاً، 2015
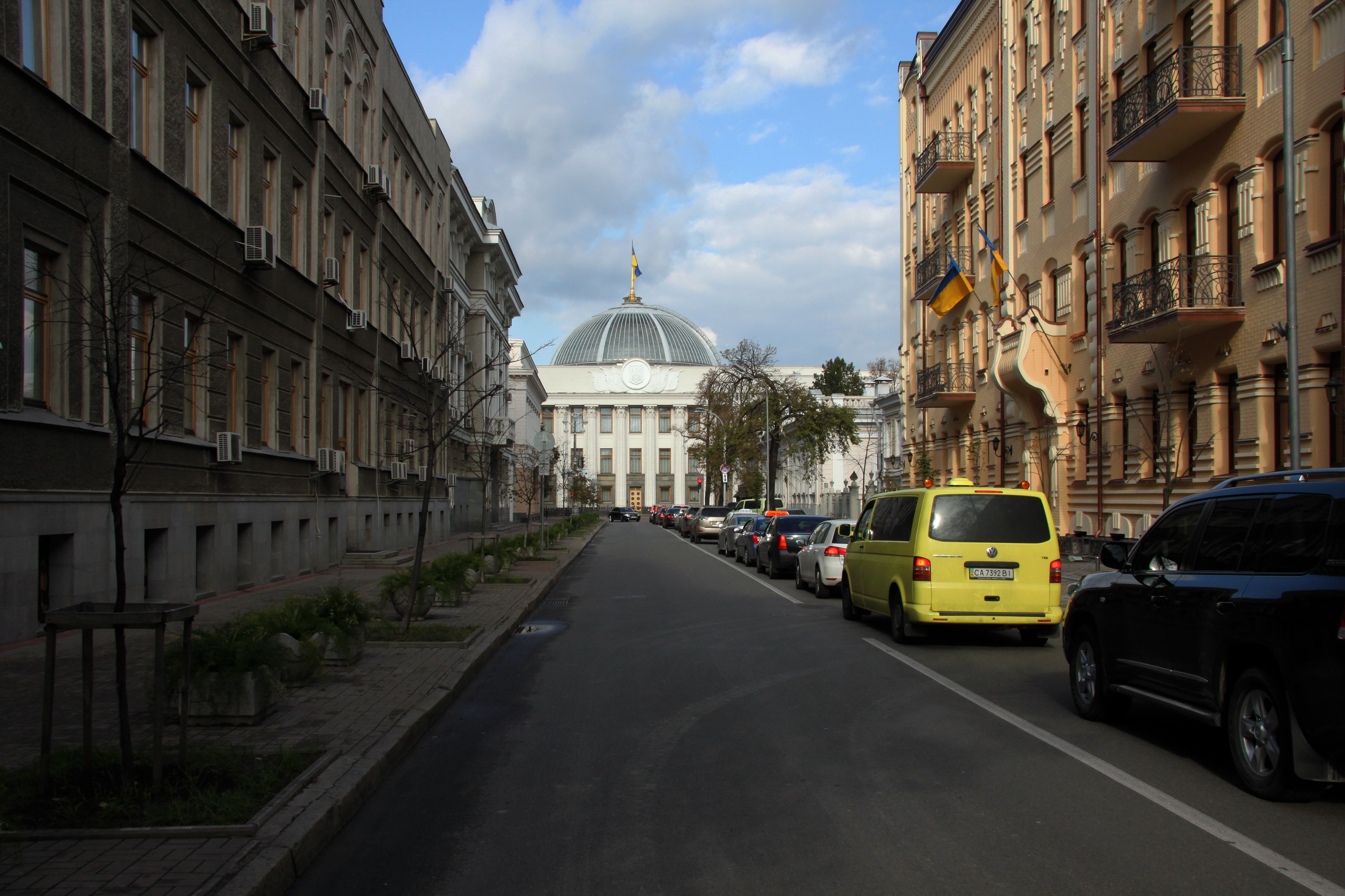
مبنى البرلمان الأوكراني من شارع ميخايلا هروشيفسكوهو، 2013
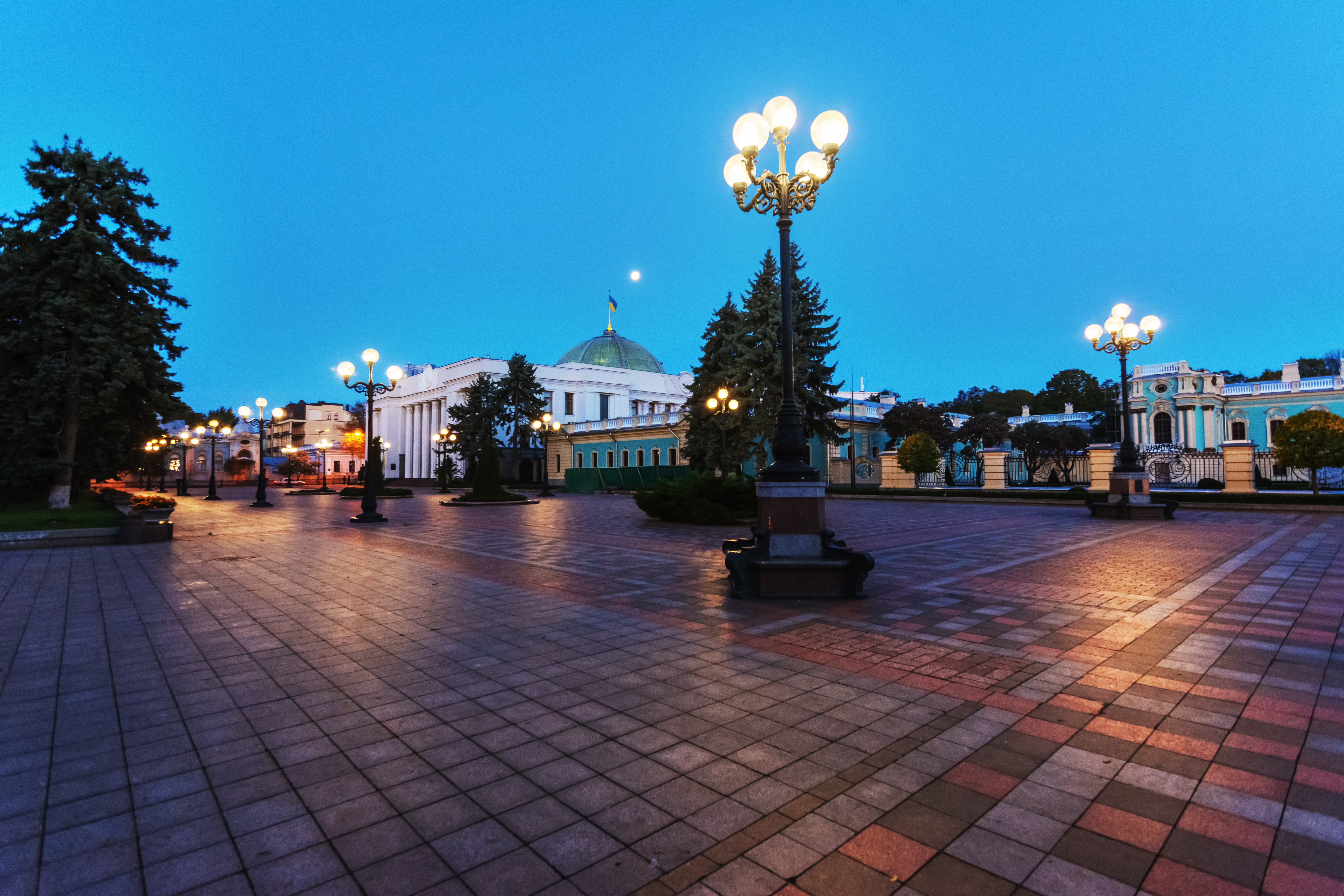
مبنى البرلمان الأوكراني، 2017
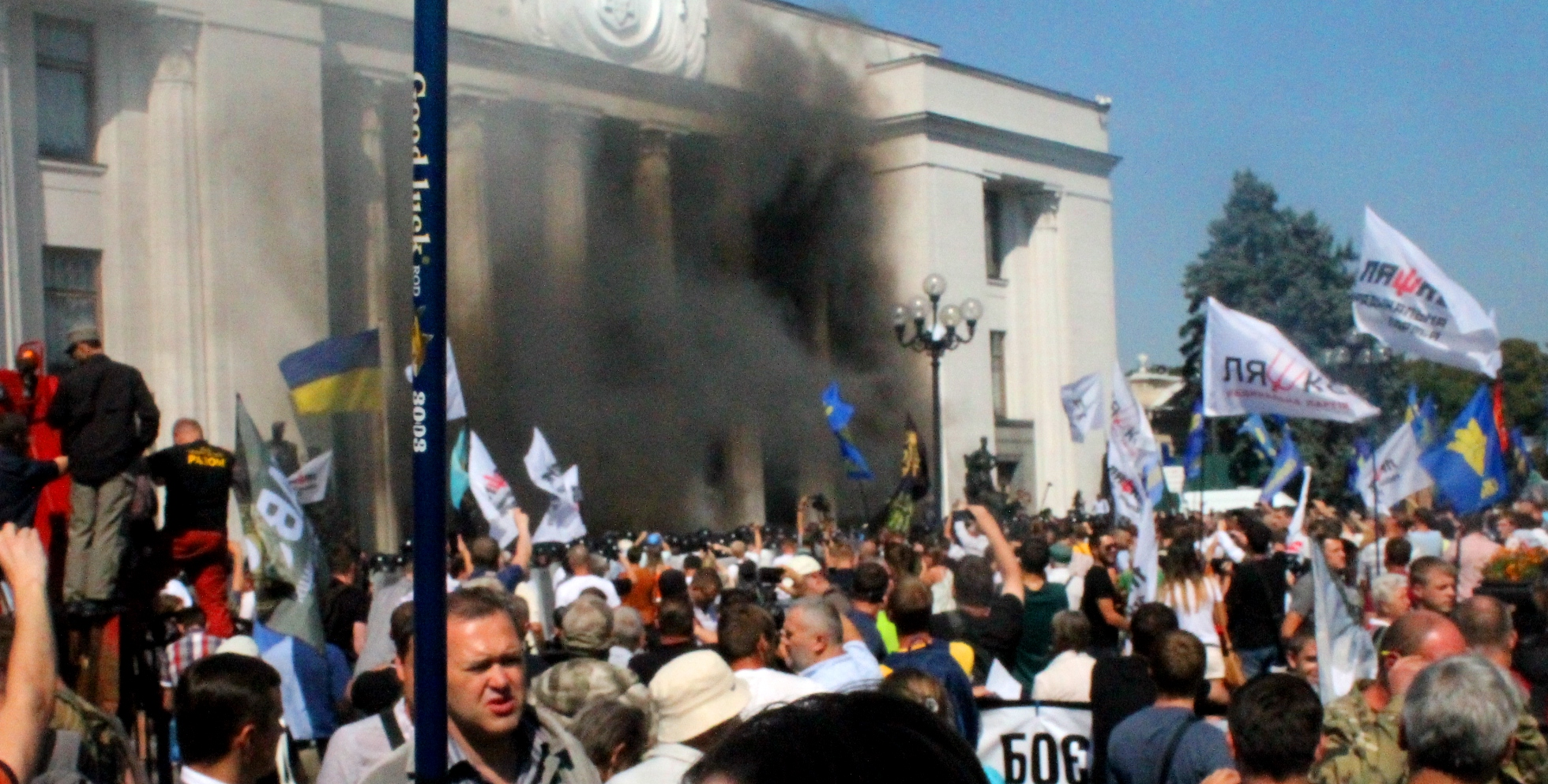
احتجاجات عند مبنى البرلمان الأوكراني، 2015
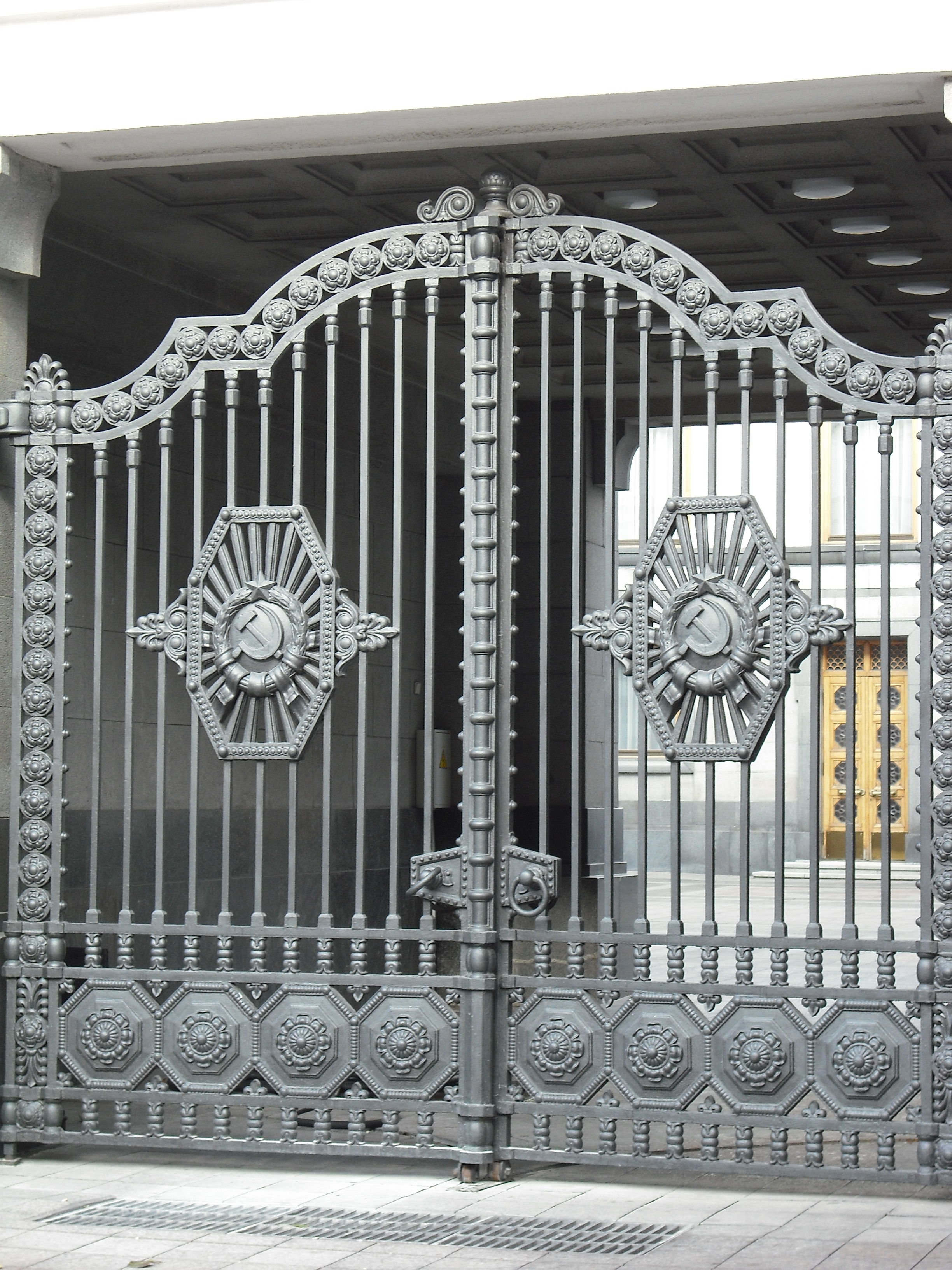
بوابات مبنى البرلمان الأوكراني في 2009 قبل اجتثاث الشيوعية